# Corps Bavaria Würzburg
Das Corps Bavaria Würzburg ist eine farbentragende und pflichtschlagende Studentenverbindung im Kösener Senioren-Convents-Verband (KSCV), dem zweitältesten Zusammenschluss deutscher Studentenverbindungen. Das Corps vereint Studenten und ehemalige Studenten der Julius-Maximilians-Universität Würzburg sowie der Technischen Hochschule Würzburg-Schweinfurt. Die Corpsmitglieder werden Würzburger Bayern genannt.

## Couleur
Die Studentenverbindung hat die Farben „Dunkelblau-Weiß-Hellblau“ mit silberner Perkussion. Dazu wird eine dunkelblaue Tellermütze mit weiß-hellblauem Farbstreifen aus Seidenband getragen. Die Füchse tragen ein Fuchsenband in „Dunkelblau-Weiß“ und einen entsprechenden Farbstreifen an ihrer Mütze.
Der Wahlspruch lautet „Pro patria atque amicitia!“ (deutsch: „Für Vaterland und Freundschaft!“), der Wappenspruch „Semper superiores!“ (deutsch: „Immer die Überlegenen!“).

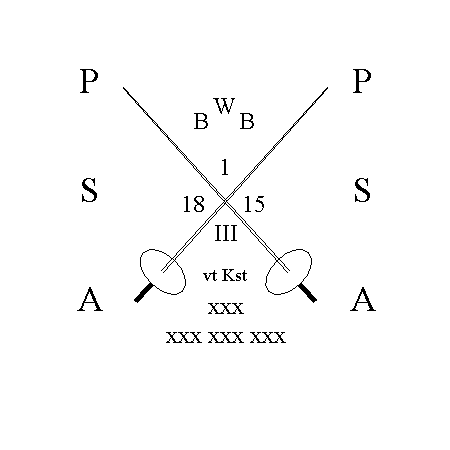
Bundeszeichen des Corps Bavaria Würzburg (für die Erläuterung auf das Bild klicken!)
Couleur des Corps Bavaria Würzburg (Corpsburschenmütze und Corpsburschenband)

## Geschichte

Mitglieder des Corps Bavaria im Würzburger Universitäts-Karzer um 1828

Das Corps Bavaria wurde am 1. März 1815 von Studenten an der Universität Würzburg gegründet. Schon nach wenigen Semestern entwickelte Bavaria eine burschenschaftliche Tendenz und löste sich am 27. Juni 1818 auf. Viele ihrer bisherigen Mitglieder beteiligten sich zugleich an der Gründung der Würzburger Burschenschaft Germania, die kurz darauf von den Corps des Würzburger Senioren-Convents mit Verruf belegt wurde. Die zunehmende Unterdrückung der burschenschaftlichen Bewegung infolge der Karlsbader Beschlüsse vom August 1819 führte schließlich auch zur Auflösung der Germania und am 16. Dezember 1819 zur Rekonstitution der Bavaria, der sich auch einige der alten Bayern wieder anschlossen. Am 23. Februar 1820 wurde Bavaria erneut als vollberechtigtes Mitglied in den Würzburger SC aufgenommen.
Seit 1827 wurden Studentenverbindungen in Bayern nach Einreichung ihrer Statuten und Mitgliederlisten behördlich geduldet. Während die Corps Moenania und Franconia schon früh von dieser Möglichkeit Gebrauch machten, reichte Bavaria erst 1833 ein entsprechendes Gesuch ein und erhielt mit Schreiben des Ministeriums des Innern vom 9. Februar 1836 die offizielle Genehmigung. Seit dem 7. November 1860 ist Bavaria Mitglied im Kösener Senioren-Convents-Verband (KSCV). Aufgrund der Struktur seiner Verhältnisse zu anderen Corps wird das Corps Bavaria zum „Schwarzen Kreis“ innerhalb des KSCV gezählt.

Nachdem das Corps sich geweigert hatte, Bruno Stern, den Sohn des jüdischen Rechtsanwalts und Bavaria-Mitglieds Otto Stern, aufzunehmen, kam es – dem Beispiel der 1884 gegründeten Vereinigung Salia folgend – ab etwa 1896 in Würzburg zu eigenen Verbindungsgründungen jüdischer Studenten.

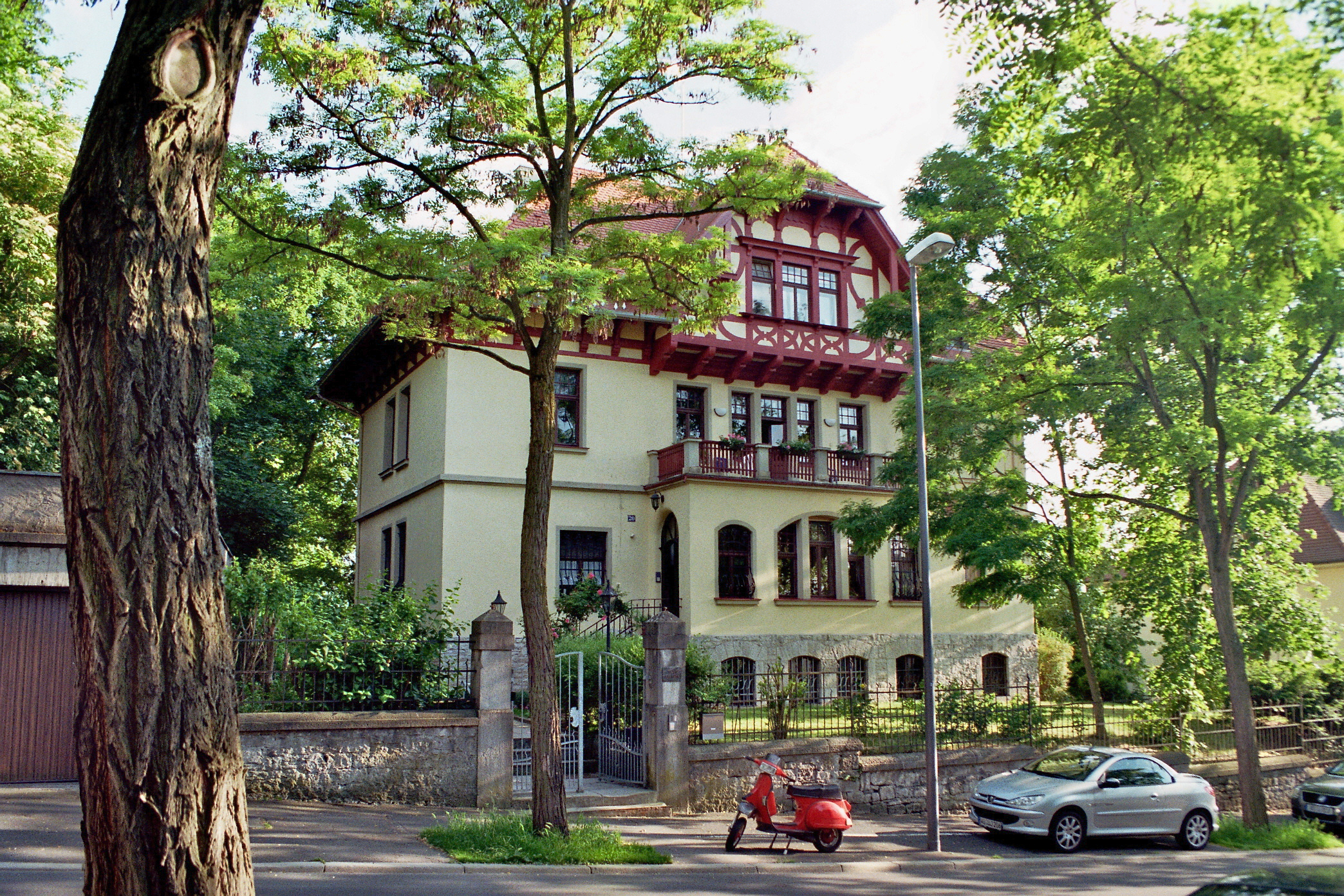
Corpshaus der Bavaria Würzburg, Rottendorfer Str. 20

Während des „Dritten Reiches“ bestand das Corps Bavaria nach seiner Auflösung am 15. Februar 1936 zeitweise im Untergrund weiter. So wurden 1943 bis 1944 illegal Mensuren gefochten und im Sommer 1944 mit anderen Corps der Versuch der Wiedererrichtung des am 28. August 1935 aufgelösten Kösener Senioren-Convents-Verbands unternommen. Im Januar 1950 gehörte Bavaria zu den 22 Corps, die sich in der „Interessengemeinschaft“ zusammenschlossen und die Rekonstitution des KSCV vorbereiteten.
Der seit dem Jahre 2013 vergebene „Rektor-Max-Meyer-Preis“ ist nach einem Alten Herren des Corps Bavaria benannt, dem ehemaligen Rektor der Universität Max Meyer. Mit diesem Preis werden alle zwei Jahre herausragende Dissertationen an der Universität Würzburg ausgezeichnet. Gestiftet wird der Preis von verschiedenen corpsstudentischen Gremien und Privatpersonen. Auch das Corps Bavaria Würzburg beteiligt sich daran.
Im Juni 2015 feierte die Verbindung ihr 200. Stiftungsfest; Festredner war der TV-Historiker Guido Knopp. Weitere Redner auf den Feierlichkeiten waren der ehemalige Bundespostminister Wolfgang Bötsch und der Staatssekretär im Bayerischen Innenministerium Gerhard Eck.

## Corpshäuser

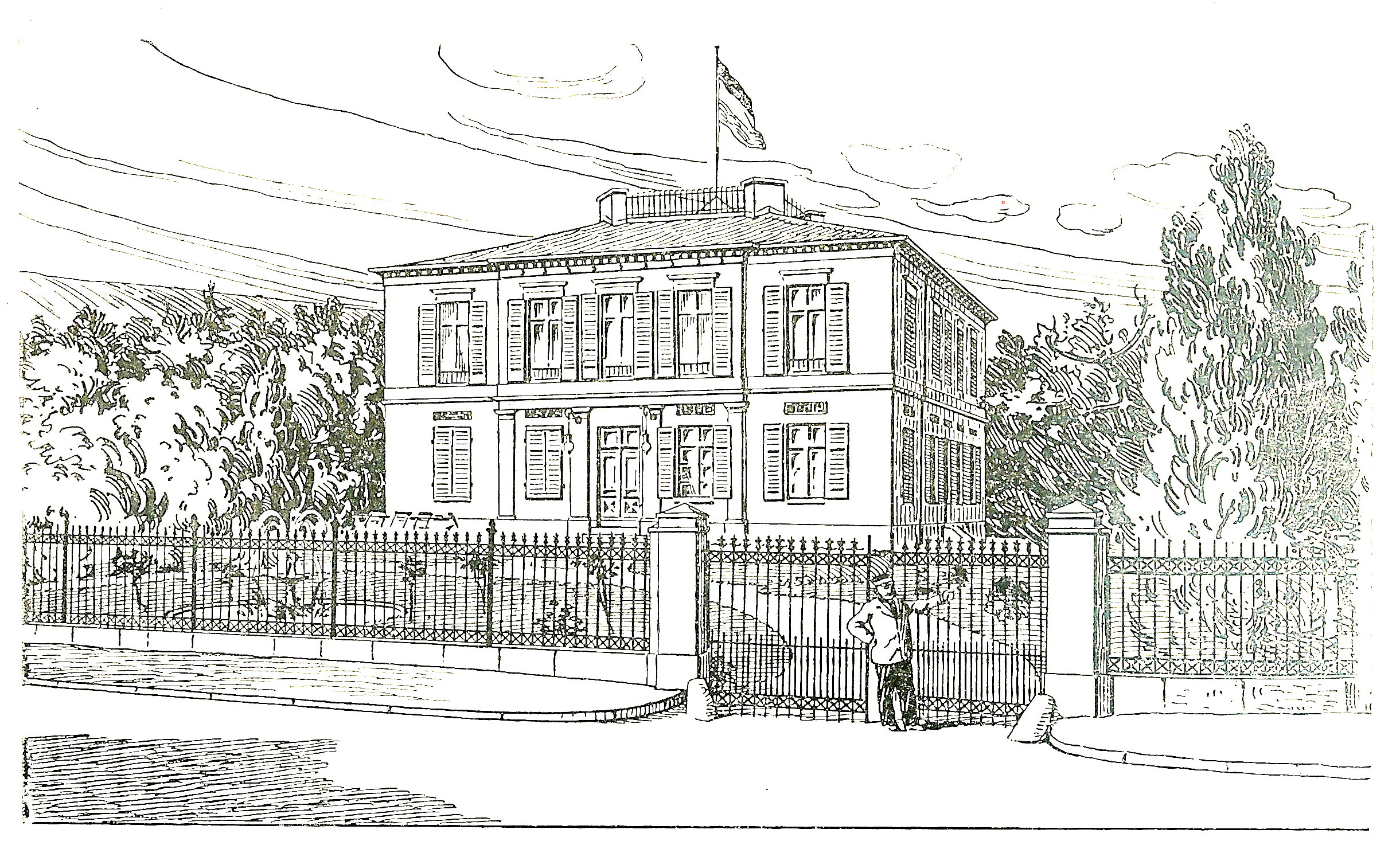
Früheres Corpshaus in der Veitshöchheimer Str. 8

1900 erwarb der Philisterverein eine klassizistische Villa in der Veitshöchheimer Straße 8 mit 4500 Quadratmeter großem, parkähnlichem Garten und ließ sie für Zwecke des Corps umbauen. Zur Ausstattung gehörte im Erdgeschoss neben der „altdeutsch“ eingerichteten Kneipe und dem Conventszimmer mit Bibliothek und Archiv ein Gartensalon, den der frühere Gouverneur von Kamerun, Eugen von Zimmerer, mit Teilen seiner ethnologischen und zoologischen Sammlung ausstattete. Im Obergeschoss befand sich ein Repräsentationszimmer im Empirestil mit hohen Pfeilerspiegeln und pompejanischer Wandmalerei, sowie das Speisezimmer, ein Musikzimmer, ein kleiner englischer Salon und ein Tanzsaal, der die gesamte Rückfront des Hauses einnahm. Anlässlich des 85. Bundesfestes (Pfingsten 1900) wurde das Anwesen dem Corps zur Nutzung übergeben.

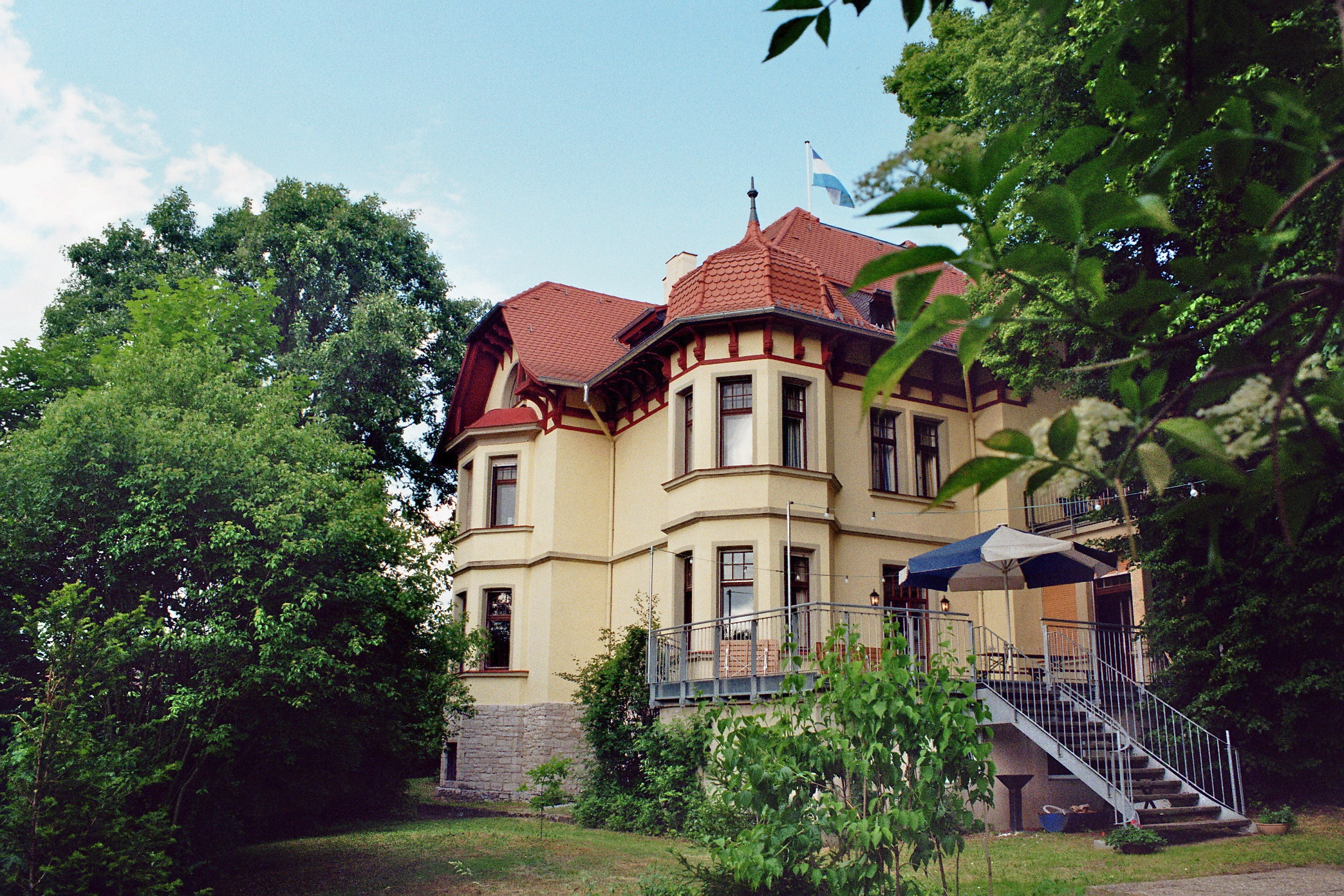
Corpshaus, vom Garten aus gesehen

Im Jahr 1953 erwarb die Studentenverbindung eine alte Professorenvilla in der Rottendorfer Straße in Würzburg-Frauenland, die heute als Corpshaus dient. Das Gebäude ist unter der Nummer D-6-63-000-484 in der Bayerischen Denkmalliste aufgeführt.

## Bekannte Corpsmitglieder
Aus dem Corps Bavaria gingen verschiedene königlich-bayerische Staatsminister und andere bedeutende Politiker hervor. Dazu gehören die königlich-bayerischen Finanzminister Josef Aschenbrenner, Georg von Berr und Benno von Pfeufer, der königlich-bayerische Justizminister Eduard von Bomhard sowie der bayerische Staatsminister des Inneren Friedrich von Brettreich. Auch der langjährige Regierungspräsident von Oberfranken und Ehrenbürger von Bayreuth Rudolph von Roman war Würzburger Bayer, nach ihm ist heute noch die Romanstraße in München benannt. International bekannt wurde Eugen von Zimmerer als Gesandter und bevollmächtigter Minister (1907), kaiserlicher Kommissar für Togo (1888) und Gouverneur von Kamerun (1891). Die Lindwurmstraße in München wurde nach dem berühmten Mediziner Joseph von Lindwurm benannt, der auch dem Corps Bavaria Würzburg angehörte. Der Mediziner Eugen Rosshirt war erster Consenior des Corps.

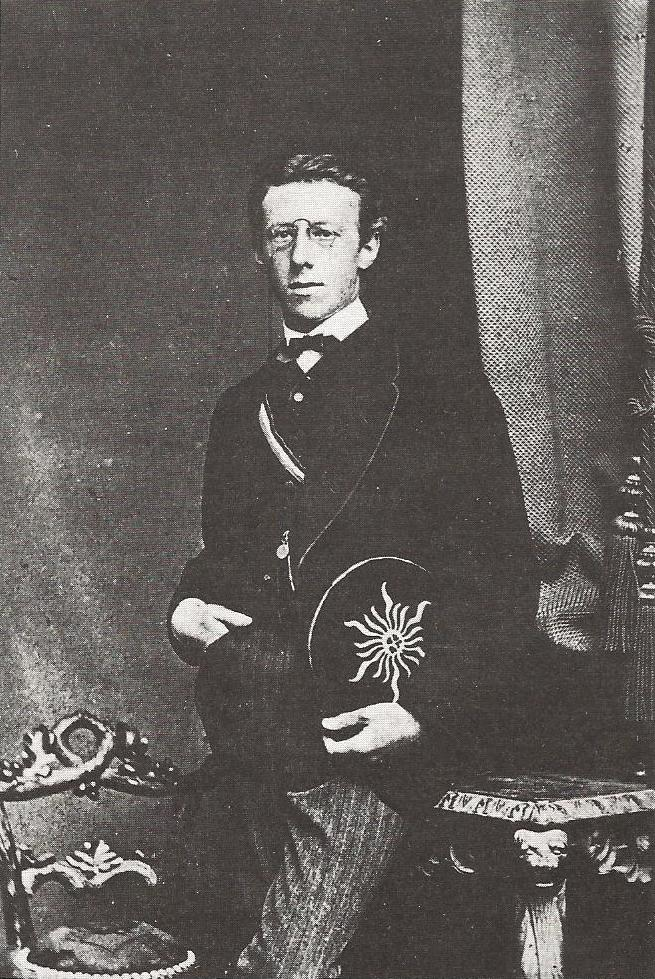
Philipp Stöhr der Ältere als Inaktiver des Corps im Sommersemester 1872

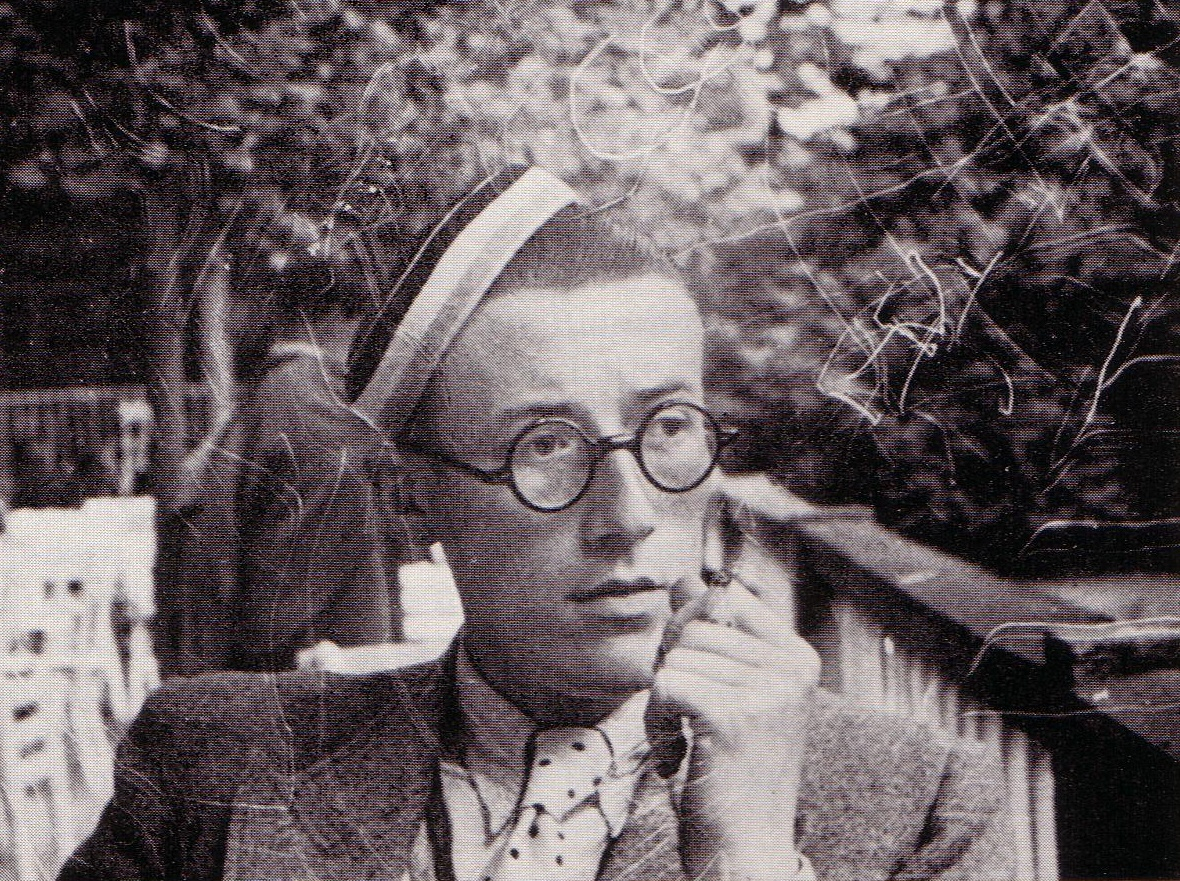
Wilhelm Tochtermann (1932)

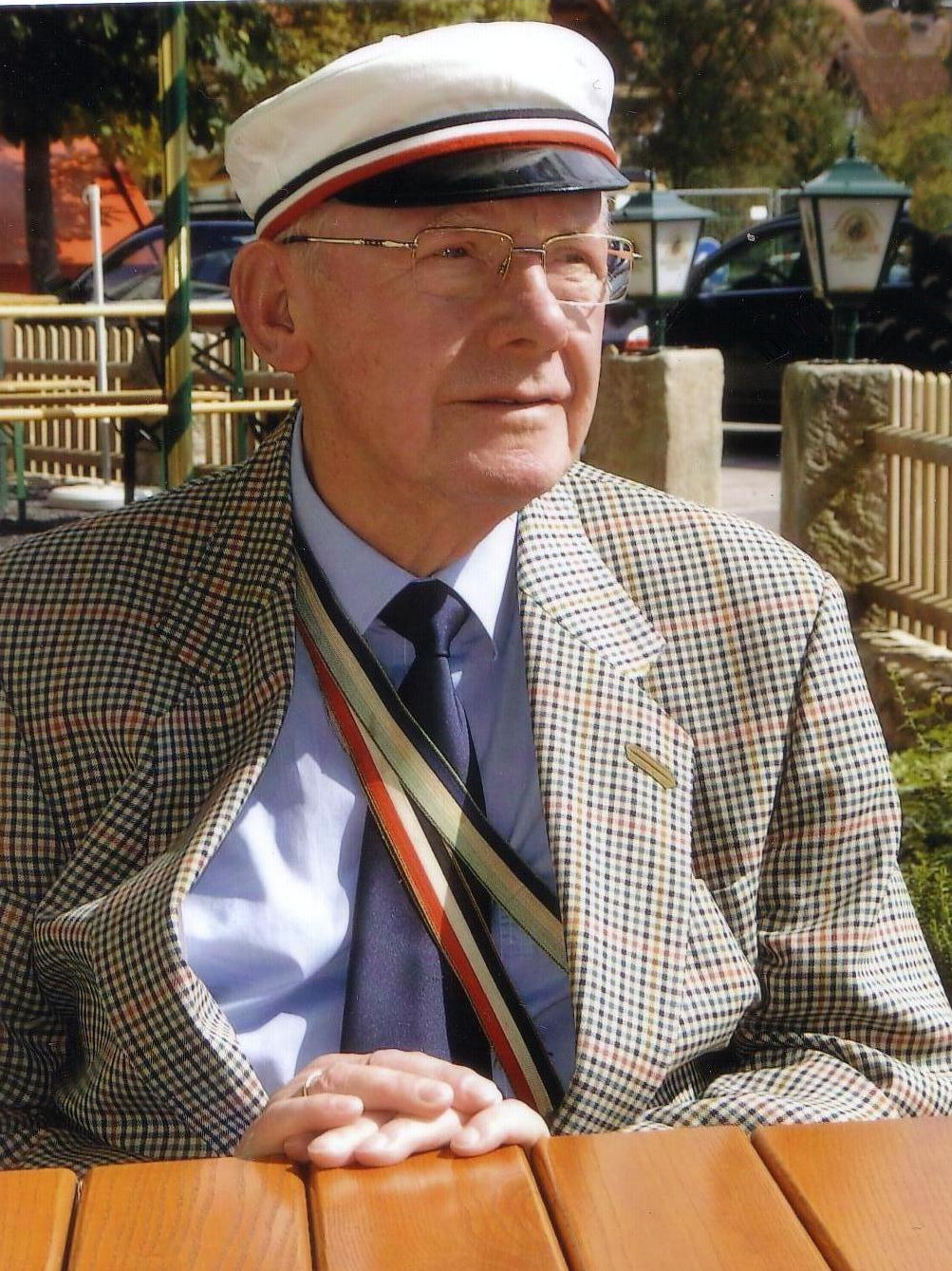
Heinz Viebach, Alter Herr des Corps Bavaria Würzburg und des Corps Hassia-Gießen zu Mainz, leitete als Vorortsprecher des KSCV den ordentlichen Kösener Congress (oKC) im Jahre 1955 (Foto aus dem Jahre 2010)

- Josef Aschenbrenner (1798–1858), Bayerischer Staatsminister der Finanzen
- Anton Franz Besnard (1814–1885), Militärarzt, Botaniker und Mineraloge
- Julius Binder (1870–1939), Rechtsphilosoph
- Max Bürger (1885–1966), Mediziner, Begründer der Gerontologie
- Johann Baptist Cantler (1822–1919), Oberamtsrichter am Amtsgericht Erding
- Friedrich Carl Burkart (1805–1862), Mitglied der Frankfurter Nationalversammlung
- Karl Burkart (1798–1851), deutscher Verwaltungsjurist
- Richard Du Moulin-Eckart (1864–1938), Professor für Geschichte
- Julius von Egloffstein  (1809–1884), erster Präsident des Oberlandesgerichts Jena
- Oscar Eyselein (1847–1892), Psychiater
- Georg Florschütz (1859–1940), Mediziner, Begründer der deutschen Lebensversicherungsmedizin
- Karl Franz (1870–1926), Gynäkologe, Hochschullehrer in Jena und Berlin
- Conrad Heinrich Fuchs (1803–1855), Pathologe, Rektor der Universität Göttingen
- Oskar Gros (1877–1947), Pharmakologe
- Max von Gutschneider (1799–1874), Regierungspräsident von Mittelfranken und der Oberpfalz, bayerischer Staatsrat
- Hans Hönlein (1875–1952), Mediziner, Vorsitzender des Spessartbundes
- Karl Johanny (* 1940), Ministerialdirektor a. D. im Bundesverteidigungsministerium
- Karl Kißkalt (1875–1962), Hygieniker, seit 1937 NSDAP-Mitglied
- Wilhelm Kißkalt (1873–1958), Generaldirektor der Münchener Rück, seit 1933 NSDAP-Mitglied
- Joseph von Kopp (1829–1911), Bezirksamtmann des Bezirksamtes Haßfurt, Regierungspräsident von Schwaben und Neuburg, Ehrenbürger von Neu-Ulm
- Otto Krohne (1868–1928), Mediziner
- Werner Lederle (1905–1977), Oberbürgermeister von Neustadt an der Weinstraße, Stadtrat in München
- Maximilian von Lerchenfeld-Köfering (1799–1859), deutscher Diplomat
- Klaus-Peter Lesch (* 1957), ordentlicher Professor für Molekulare Psychiatrie an der Universität Würzburg
- Hans Löffler (1872–1955), Oberbürgermeister und Ehrenbürger der Stadt Würzburg
- Max Meyer (1890–1954), HNO-Arzt und Rektor der Universität Würzburg
- Wilhelm Murrmann (1907–1975), Oberbürgermeister von Kulmbach
- Peter Neber (1883–1960), Chemiker
- Benno von Pfeufer (1804–1871), Bayerischer Staatsminister der Finanzen
- Philipp von Zu Rhein (1809–1870), Regierungspräsident von Oberbayern
- Hans-Jürgen Rohr (1925–2024), Staatssekretär im Bundesministerium für Ernährung, Landwirtschaft und Forsten
- Andreas Rosenberger (1847–1915), Professor für gerichtliche Medizin und Chirurgie
- Eugen Rosshirt (1795–1872), Professor für Gynäkologie und Geburtshilfe
- Gustav de Ruyter (1862–1919), Chirurg in Berlin
- Josef Schmitt (1875–1945), Rechtsanwalt, Vorsitzender des Vorstandes der Anwaltskammer Bamberg, Aufsichtsrat zahlreicher deutscher Aktiengesellschaften
- Johann Friedrich Schneider (1804–1852), Mitglied der Frankfurter Nationalversammlung
- Josef Nikolaus von Schraut (1846–1905), Regierungspräsident von Oberbayern, Bayerischer Staatsrat
- Max von Schraut (1845–1906), Kaiserlicher Unterstaatssekretär, Preußischer Bevollmächtigter zum Bundesrat
- Jacob Schüttinger (1816–1877), Advokat in Bamberg, MdR, MdL
- Nikolaus Simon (1874–1948), Generaldirektor und Vorstandsvorsitzender der Schlesischen Portland-Cement Industrie AG
- Bernhard Solger (1849–1935), ordentlicher Professor für Anatomie in Greifswald
- Hermann von Stengel (1872–1954), Gesandter in La Paz
- Melchior Stenglein (1825–1903), Reichsgerichtsrat, MdR
- Philipp Stöhr der Ältere (1849–1911), Anatom und Ordinarius in Würzburg
- Ernst Supf (1895–1970), Unternehmer und Politiker
- Fritz Thelemann (1833–1898), Bezirksamtmann in Grafenau und Feuchtwangen
- Wilhelm Tochtermann (1912–1974), Arzt, Psychotherapeut und Lyriker
- Johann Andreas Wagner (1797–1861), Professor für Zoologie an der Universität München, Stifter des Corps Bavaria Würzburg
- Veit Wolpert (* 1960), Rechtsanwalt, Landesvorsitzender der FDP in Sachsen-Anhalt (2011–2013)
- Eugen von Wrede (1806–1845), Regierungspräsident der Rheinpfalz
- Eugen von Zimmerer (1843–1918), Gouverneur von Kamerun